# Ceriantheopsis
Genre
Ceriantheopsis est un genre de cnidaires anthozoaires de la famille des  Cerianthidae.

## Liste des espèces
Selon World Register of Marine Species (09 janvier 2023) :
- Ceriantheopsis americana Agassiz in Verrill, 1864
- Ceriantheopsis austroafricanus Molodtsova, Griffiths & Acuña, 2011
- Ceriantheopsis lineata Stampar, Scarabino, Pastorino & Morandini, 2015
- Ceriantheopsis microbotanica Stampar, Mills & Keable, 2020
- Ceriantheopsis nikitai Molodtsova, 2001
- Ceriantheopsis zealandiaensis Stampar, Mills & Keable, 2020

## Systématique
Le nom valide complet (avec auteur) de ce taxon est Ceriantheopsis Carlgren, 1912.